# Louis Gallois
Louis Gallois   (Montalban, 26 de gener de 1944) és un empresari francès. Va ser director general d'EADS, l'empresa europea de defensa aeronàutica i espai, del 2007 al 2012.

## Biografia
Gallois va dirigir diversos departaments governamentals durant la seva carrera.
Va ser nomenat cap del gabinet civil i militar del Ministeri de Defensa francès (1988-1989). Va ser president i director executiu de Snecma, un fabricant de motors d'avions i coets, del 1989 al 1992, quan es va convertir en director executiu d'Aérospatiale, una empresa d'aviació estatal francesa. Va dirigir aquesta empresa fins al 1996, quan es va convertir en president de SNCF, l'empresa ferroviària estatal nacional de França.
Gallois es va incorporar a EADS el 2 de juliol del 2006 després de la dimissió de Noël Forgeard. Forgeard va dimitir després d'acusacions d'ús d'informació privilegiada, que ell va negar. Forgeard havia venut accions d'EADS setmanes abans que la seva filial Airbus anunciés que l'Airbus A380 tornaria a patir retards. L'anunci va provocar una caiguda del 26% en el preu de les accions d'EADS.
El 9 d'octubre del 2006, Gallois va reemplaçar Christian Streiff com a director executiu del fabricant d'avions Airbus S.A.S. El 16 de juliol del 2007 es va canviar l'estructura directiva d'EADS i Gallois va ser nomenat director general d'EADS per un període de cinc anys. Va ser reemplaçat el 31 de maig de 2012 pel llavors director executiu d'Airbus, Tom Enders.
Gallois és membre del consell d'administració de l'École Centrale de Paris i president de la Fondation Villette-Entreprises. El 2012, immediatament després de deixar EADS, Gallois es va convertir en Comissionat d'Inversions del govern. Va ocupar el càrrec fins al 2014.
És elegit el juny de 2012 president de la FNARS (Fédération nationale des Associations d'accueil et de réinsertion sociale), un grup centrat en accions socials i solidàries.
Louis Gallois es va graduar a HEC Paris i ENA.